# Ples Sonca
Ples Sonca kot Ples Zemlje Ghost Dance je ritual, ki je izvajan od številnih Staroselcev Amerike. Je eden najpomembnejših obredov, izvajali so ga Severni Indijanci ´ravninskih plemen´. Vsako pleme ima razlike v obredu in metodi predstavitve plesa, toda veliko ritualov ima skupno pojavnost, vključno s plesom, petjem, molitvijo, bobnanjem, izkušenj vizije, posta in v nekaterih primerih prebadanje prsi ali hrbta. Najbolj zaznavno za ´zgodnje´ opazovalce z Zahoda je bilo prebadanje, ki so ga mnogi mladi vzdržali kot del rituala. Frederick Schwatka je pisal o Plesu Sonca Sujev v poznik letih 18. stol.:
Vsak mladostnik se je predstavil zdravilcu, ki je med svoj palec povlekel gubo prišlekove kože na prsih in nato izvedel prebadanje z ostrim, kot svinčnik velikim žebljem iz kosti. To je bilo povezano in pritrjeno z dolgo kožno vrvjo na vrh droga v centru arene. Predmet takega podpornika je bil, da se osvobodi okov. Za to je moral žeblje iztrgati iz kože, grozovito opravilo, ki je zahtevalo več ur trpinčenja.
Prebadanje je bilo opravilo žrtvovanja sebe Silnemu Duhu in opravilo molitve, med povezanostjo z Drevesom Življenja kot dejansko vezjo do Silnega Duha. Ločitev od vbodov ´piercinga´je narejena v trenutku, ko moški teče vzvratno, v smeri od drevesa takrat, ko to odredi vodja plesa. Pogosta razlaga v kontekstu s plesalčevim namenom je, da je takšno žrtvovanje in daritev vbadanja del daritvene molitve za izbolševanje posameznikove družinske ali širše skupnosti. Čeprav le pri nekaterih narodnostih Ples Sonca vsebuje prebadanja oz. ´piercing´, je Kanadska vlada prepovedala določene prakse Plesa Sonca v leta 1880, in vlada ZDA je temu sledila. Danes je ritual popolnoma legalen ( od predsedovanja Jimmya Carterja v ZDA) in je še vedno izvrševan v ZDA in v Kanadi. Ženskam je sedaj dovoljen ples, a se ne prebadajo na način kot moški. ´Piercing´, ki ga izvajajo ženske, je v ramenskem delu roke, pretakne se orlovo pero. Nekateri moški se ne prebadajo, kot npr. Soshoni v Wyomingu. ´Piercing´ je narejen po želji, plesalec se zaveže plesu za štiri leta za štiri strani neba.

## Ples Sonca v Kanadi
Čeprav je Kanadska vlada skozi Oddelek za Indijanske zadeve uradno preganjala izvajalce Plesa Sonca in ga skušala zaustaviti, ritual nikoli ni bil uradno prepovedan. Pojavi žrtvovanja in darovanja s prebadanjem kože so bila nezakonita v 1895, z legaliziranjem amandmaja v aktu ´Izvajanje Indijancev´, toda to niso bili vsebinski deli rituala. Brez ozira na legalnost in usmerjanje nadrejenih, so se agenti redno vmešavali z onesposabljanji in s prepovedovanjem Plesa na mnogih Kanadskih ´nižinskih´ rezervatih, od 1882 do 1940-tega leta. Obtoževanja so izvajalci Plesa Sonca večinoma prezrli, kot ´Plains Cree´, Suji, in Črne noge ´Blackfoot. Vzdrževali so Ples Sonca skozi obdobje preganjanja, z izpustitvijo prepovedanih pojavov, nekateri na skrivem in drugi z dovoljenjem njihovih agentov. Vsaj en Ples Sujev ali ´Cree-jev´ ´Rain Dance´ je bil izveden vsako leto od 1880, nekje na ´kanadskem nižavju´. V letu 1951 je vlada v aktu ´Izvajanje Indijancev´ izpustila prepoved ´žrtvovanja in darovanja s prebadanjem kože´ (Brown, 1996: pp. 34–5; 1994 Mandelbaum, 1975, pp. 14–15; & Pettipas, 1994 p. 210).
V Kanadi je Ples Sonca poznan pri ´Plains Cree-jih´ kot Ples Žeje poimenovan ´Thirst Dance´, pri Sujih ´Plains Objibwa´ kot Ples Dežja z imenom ´Rain Dance´ in pri Črnih nogah - Blackfoot ´Siksika, Kainai,& Piikani´ kot Zdravilni Ples - ´Medicine Dance´. Bil je izvajan tudi od Kanadskih Sujiih (Dakota in Nakoda), Dene in Kanadskih Assiniboinov.

## Film/TV
- Native Spirit and the Sun Dance Way, World Wisdom 2007. Thomas Yellowtail; izkazan Crow Zdravilec in vodja Plesa Sonca kot izvajalec 30 let, ta ritual opisuje in razlaga ta starodavni obred, ki je svet za pripadnike plemena ´Vrane´
- Staroselci Amerike prikazujejo brazgotine od Plesa Sonca, Dr. Quinn, Medicine Woman, Byron Sully, ki je posvojil Cheyenne način življenja.
- Romantični film s Holywoodskim vplivom prikaza Plesa, z naslovom A Man Called Horse, 1970 film, z glavnim igralcem Richard Harrisom. Scena je kritizirana, Ples Sonca ni prikazan kot verski obred, čeprav naj bi temeljil na zgodovinskih izkazih.

## Dodatni viri
- Shamanism
- Sweat lodge; Indijanska potilnica
- Medicine Man; Zdravilec
- Firekeeper; Vzdrževalec ognja
- Plastic shamans; Potvorjeni zdravilci